# Estereofonia

Etiqueta indicadora de um sistema de reprodução de som 2.0 (estéreo).

Em acústica e áudio profissional, estereofonia ou simplesmente estéreo (do grego, stereós: "sólido"; "tridimensional"), é um sistema de reprodução do áudio para enriquecer a sensação sonora nos ouvintes e criar um ambiente mais realista de áudio, utilizando dois canais de som monaurais independentes (o direito e esquerdo) sincronizados no tempo. É o padrão de reprodução encontrado nas mídias digitais, aparelhos de som de música de alta fidelidade e, com uso e recomendado nas mixers; porém vem sendo substituído nos cinema e em algumas gravações musicais pelo áudio multicanal (5.1/7.1), que melhora a sensação sonora em salas de grandes dimensões.
RESUMO GERAL

## Etimologia
A palavra 'estéreo' provem do termo grego stereós, que significa "sólido"; "tridimensional".

## História
Em 1881, Clément Ader apresentou um sistema estéreo na exibição de equipamentos elétricos em Paris, transmitindo uma ópera da capital francesa por meio de um tipo de telefone, o teatrófono, que produzia uma sensação de som espacial para os ouvintes.
Comercialmente, a estereofonia foi lançada em 1957, substituindo os aparelhos monaurais.
Actualmente, muitos canais de televisão transmitem em som estéreo, bem como a grande maioria das emissoras rádio de FM.

## Funcionamento
Esse tipo de reprodução sonora foi baseada no fato de que temos dois ouvidos, portanto temos uma audição estereofônica, que nos permite saber se um som vem da esquerda ou da direita e de qual distância provém.
Portanto um aparelho de som estereofônico procura reproduzir a posição em que os instrumentos musicais e os cantores estavam no momento da gravação de áudio, sendo muito mais prazerosa que a reprodução monoaural, que provém de um único canal.
Quando um som que está posicionado ao centro dos microfones é gravado, esse som terá o mesmo sinal em ambos os canais durante a reprodução e é escutado um som central (designado de "fantasma" no Brasil). Ou seja, o som parece vir de um ponto médio entre as caixas acústicas.
No entanto, quando o som está mais próximo de um microfone do que do segundo, durante a reprodução esse som terá mais volume no altofalante correspondente.

### Fases de gravação e reprodução
- No estúdio gravam-se os sons – de uma orquestra por exemplo – por meio de dois ou mais microfones, colocados de forma a captar o espaço envolvente, seguindo modelos pré-definidos, estudados e validados (técnicas de captação stereo), existindo sempre a opção de alterá-los e adaptá-los, consoante as diferentes necessidades.
- Nos sistemas reprodutores, o som gravado – por exemplo, no disco de vinil – é reproduzido no aparelho de som de forma simultânea em dois canais e em duas caixas acústicas, de modo a simular a mesma configuração espacial original, criando uma ilusão de que o som da orquestra previamente gravada, provem da mesma sala em que se encontra o ouvinte.